# Kudwiny

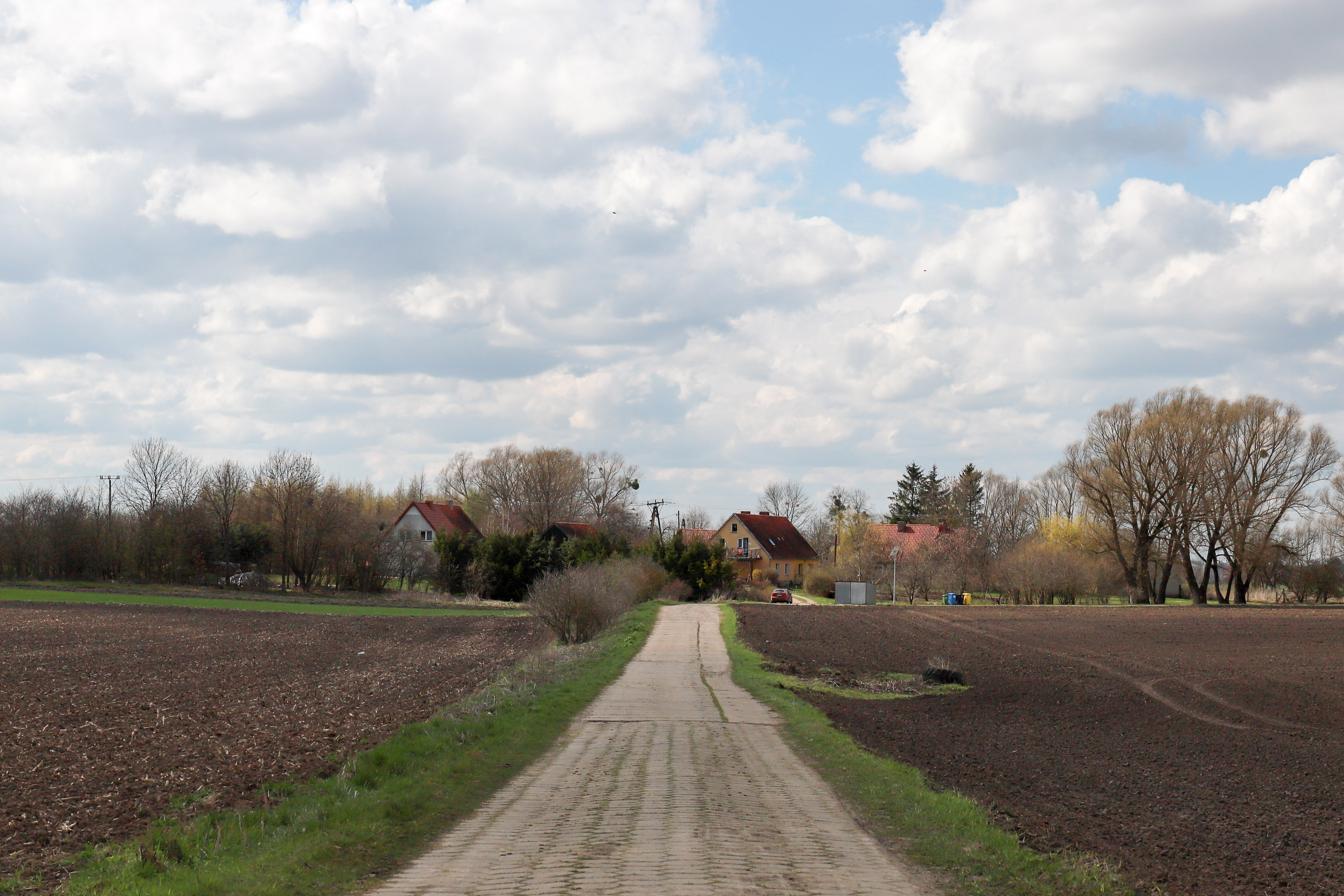
Kudwiny (2023)

Kudwiny (deutsch Kudwinnen) ist ein Dorf in der polnischen Woiwodschaft Ermland-Masuren und gehört zur Gmina Barciany (Landgemeinde Barten) im Powiat Kętrzyński (Kreis Rastenburg).

## Geographische Lage
Kudwiny liegt in der nördlichen Mitte der Woiwodschaft Ermland-Masuren, 16 Kilometer nördlich der Kreisstadt Kętrzyn (deutsch Rastenburg).

## Geschichte
Der kleine um 1785 Kudewienen, vor 1820 Kudwingen und nach 1820 Kudewinen genannte Gutsort wurde 1341 gegründet. Der Gutsbezirk Kudwinnen war 1874 der einzige Ort, der in den neu errichteten Amtsbezirk Sansgarben (polnisch Gęsie Góry) eingegliedert wurde. Er gehörte zum Kreis Rastenburg im Regierungsbezirk Königsberg in der preußischen Provinz Ostpreußen. Zu Kudwinnen gehörte neben dem  Vorwerk Wargitten (polnisch Wargity) das Vorwerk Sansgarben, aus dem vor 1892 der Gutsbezirk Sansgarben gebildet wurde.
Am 30. September 1928 kam es zum Zusammenschluss des Gutsbezirks Kudwinnen (mit Vorwerk Wargitten) und dem Gutsbezirk Sansgarben zur neuen Landgemeinde Sansgarben.
Als 1945 in Kriegsfolge das gesamte südliche Ostpreußen an Polen überstellt wurde, war auch Kudwinnen davon betroffen. Es erhielt die polnische Namensform „Kudwiny“. Als „Przysiółek osady Gęsie Góry“ („Weiler der Siedlung Gęsie Góry“) ist Kudwiny heute in die Landgemeinde Barciany (Barten) im Powiat Kętrzyński (Kreis Rastenburg) eingegliedert, bis 1998 der Woiwodschaft Olsztyn, seither der Woiwodschaft Ermland-Masuren zugehörig.

## Kirche
Bis 1945 war Kudwinnen in die evangelische Kirche Barten in der Kirchenprovinz Ostpreußen der Kirche der Altpreußischen Union, außerdem in die katholische Kirche Rastenburg im damaligen Bistum Ermland eingepfarrt.
Heute gehört Kudwiny katholischerseits zur Pfarrei Barciany im jetzigen Erzbistum Ermland, evangelischerseits zur Kirchengemeinde in Barciany, die zur Johanneskirche Kętrzyn in der Diözese Masuren der Evangelisch-Augsburgischen Kirche in Polen zugeordnet ist.

## Verkehr
Kudwiny liegt an einer Nebenstraße, die von der Woiwodschaftsstraße 591 (frühere deutsche Reichsstraße 141) nach Modgarby (Modgarben) führt. Eine Anbindung an den Bahnverkehr besteht nicht.